# California Son
«California Son» — восьмой эпизод сериала Californication канала Showtime, который был сначала показан в Северной Америке 1 октября 2007 года. Длительность эпизода — 29 минут.

## Сюжет
Ретроспектива выделена курсивом. Это первый эпизод без сцены перед вступительным роликом.
Хэнк пьёт и пытается хоть что-то написать для блога (только для блога Хэнк пишет на компьютере, рассказы, новеллы и прочее он печатает на старой машинке.) В это время ему звонит сестра — единственное упоминание в сериале — и сообщает новость.
Хэнк встречает отца в Лос-Анджелесском аэропорту. Его порш чисто вымыт, и обе фары на месте. Отец спрашивает его, что это за растение, но Хэнк отвечает, что ему некогда.
Хэнк напивается в баре, где к нему подсаживается Трикси. Когда она представляется он говорит «Это отличное имя, если ты — шлюха» (смотри культурные ссылки), она смеётся и переспрашивает: «А с чего ты взял, что я не шлюха?» Приходит Карен — ей тоже позвонила сестра Хэнка и она купила Муди билет до Нью-Йорка. Хэнк против и уходит с Трикси, которую он называет Сэр Триксилот, так как она намекает ему, что часы тикают.
Съёмки фильма «Эта шальная штука любовь». Том и Кэти с собакой между ними (этот кадр был на всех постерах данного фильма в сериале). Тодд, глядя в чёрные (выключенные) режиссёрские экраны, кричит «Стоп, снято!», но Хэнку не нравится, что стало с его текстом. Эл поддерживает обоих. Они обсуждают книги Хэнка, Эл говорит что они слишком многословны для него, но их прочитала мать Хэнка. После визита Эмбер Хэнк отрицает измену Карен, которую подозревает Эл.
Хэнк нюхает кокаин со спины и ягодиц Трикси, одетой лишь в нижнее белье в каком-то отеле. Трикси снова называет себя шлюхой, и говорит что будет стоить гораздо дороже 10$, на которые Муди купил порошок. Хэнк нюхает ещё одну дорожку с её груди и утверждает, что он разбирается в женщинах и Трикси не проститутка. Она всё таки убеждает его, но у Хэнка нет наличности. Трикси вызывает охрану.
Семейный ужин — Эл во главе стола, Хэнк слева, Бекка и Карен справа. Эл своими словами не улучшает атмосферу, делая неприличные намёки. Он отказывается идти с Беккой в зоопарк, так как ему надо навестить друга в Сан-Диего, Хэнку, который тоже не может пойти (из-за работы на съёмках), это не нравится (он оплатил отцу перелёт из Нью-Йорка в бизнес-классе). Эл называет Хэнка плаксой и намекает на его гомосексуальность. Хэнк на кухне с Карен обвиняет Эла в смерти матери и беспорядочных сексуальных связях. Попутно выясняется, что Хэнк и Карен отдалились друг от друга.
Сутенёр избивает Хэнка, лишь вмешательство Трикси спасает ему лицо (буквально). Чарли приносит деньги, тут выясняется, что работает за 10 %. Трикси оставляет Хэнку визитку, рассказывает о детской мечте и уходит. Чарли пытается отправить Хэнка в Нью-Йорк к сёстрам, но тот забирает у него двадцатку, отбитую у сутенёра и уходит.
Хэнк и Эл сидят в баре. Старший Муди рассказывает младшему о ценностях семейной жизни и своей жене — матери Хэнка. На стене висит заколотый Шарлоттой Корде Марат. Эл говорит, что год назад, когда он был в Калифорнии, то видел Хэнка более счастливым, а два года назад ещё более.
Пьяный и/или под кайфом Хэнк сбивает мусорный бак, паркуясь перед домом, поднимается к себе и его снова посещают воспоминания.
Хэнк и Карен ссорятся. Хэнк говорит что не изменял Карен, хотя постоянно об этом думал, а Карен проговаривается об их отношениях с Биллом. Хэнк ссорится с Беккой и находит письмо отца.
Хэнк находит письмо. Приходит Карен, которой он поручает вскрыть его. Она начинает читать его.
Эл, Карен, Бекка вместе запускают воздушного змея. Хэнк и Эл на съёмках фильма. Снова сцена с змеем. Хэнк смотрит на всё это из-за дерева, а потом идёт к ним, идёт к свету.
Карен успокаивает Хэнка и занимается с ним сексом. Утром она отвозит его в аэропорт и говорит, что они (Карен и Бекка) прилетят следом. После прощания она просвещает насчёт жакаранды.

## Письмо
Моему сыну-писателю.
То что я так редко говорил — я люблю тебя. Мой отец тоже не часто говорил это. Я думал — буду другим. но видно не вышло. Я пытался. но где-то на пути повернул куда-то не туда и очень жалею об этом. И мне жаль что мы давно не говорили — я скучаю. Ты — хороший сын, забавный сын и ты мой единственный сын. Я сказал что не читал твоих книг — но я лгал, я прочёл их все. Я просто не знал как говорить о них с тобой. Мне не нравились в них отцы. Я знаю писатели любят вольности, но я боялся что ты таковых не допускаешь. Но таков мир: мальчики становятся мужчинами, мужчины — мужьями и отцами и мы делаем всё что можем. Ты делаешь всё что можешь. Ты молодец. Твои книги будут читать и тогда, когда мы оба уйдём и это важно. Но ещё важнее каков ты в своей семье. Я не был идеальным мужем, но я любил твою мать и я рад, что мы прожили жизнь вместе. Я рядом если нужен тебе. Это всё что я хотел сказать.
С любовью, твой старик.
P.S. Видел рекламу твоего фильма вчера — похоже, полное дерьмо, ты был прав.

To my son the writer,

Something I never said too you much — I love you. My father never said it much either, and I thought I’d be different, but I guess I’m not. I’ve tried, but somewhere along the line you slip back into what you know and I’m sorry about that. And I am sorry we haven’t talked in a while because I miss you, you’re a good kid and a funny kid, and you’re my only son. I said I never read your books but I lied, I read 'em all, I just didn’t know how to talk about them with 'ya. I didn’t like the fathers in them. I know you writers take liberties but I was afraid that maybe you didn’t take any at all. But that’s the thing; boys become men and men become husbands and fathers and we do the best we can. You’re doing the best you can, you’ve done good, your books will be in libraries long after we are both gone and this is important. More important is how you treat your family. I wasn’t a perfect husband but I loved your mother, and I’m glad we spent our lives together and I am here if you need me. That is all I wanted to say. Love your old man. P.S. I saw a preview of your movie the other night, it looks like a piece of shit — maybe you were right.

## Приглашённые актёры
- Джуди Грир — Трикси — проститутка, которую не распознаёт Хэнк и «снимает» её
- Крис Уильямс — Тодд Карр — режиссёр, сотрудничающий с Чарли
- Эмбер Хёрд — Эмбер — актриса, подходящая к Муди на съёмках
- Марк Марголис — Эл Муди — отец Хэнка Муди
- Кэтрин «Кейт» Адамс — Кэти
- Купер Барнс — Том

## Культурные ссылки
- Проститутка Трикси — одна из главных героинь закончившегося перед выходом Californication сериала «Дедвуд». Актрисы имеют схожую внешность.
- Эл называет клиента Карен Билла — Jolly Green Giant — дословно «Веселый Зелёный Гигант», это символ американской продуктовой компании Green Giant.
- Том и Кэти — это явная аллюзия на Тома Круза и Кэти Холмс. Отец Хэнка говорит, что ему понравился этот актёр в фильме Вьетнам: «хорошо сыграл калеку». Имеется в виду фильм Рождённый четвёртого июля, где Том Круз сыграл главного героя — парализованного ветерана войны во Вьетнаме.
- Эл Муди хвалит американского писателя Джеймса Паттерсона (англ. James Patterson).
- После знакомства с Эмбер отец спрашивает Хэнка «What’s the story, morning glory?» (What’s the Story) Morning Glory? — это название второго альбома британской группы Oasis.
- Хэнк называет Трикси «a street-walking cheetah» (гуляющий по улицам гепард). Это первая строчка песни Search and Destroy американской группы The Stooges. Её перепели многие группы, включая Red Hot Chili Peppers.
- Сцена с Хэнком и Чарли, где последний говорит — Просто поплачь — это аллюзия на фильм Бойцовский клуб.
- По адресу Эла Муди: 31 Prentice Road, Levittown, New York, 11756 в 2007 году находилась издательская компания Criminal Justice Media, Inc с Томом Кэпиносом во главе.
- Адрес же Хэнка: 26 Westward Ave Los Angeles, CA, 90291 — является вымышленным, в районе Венис нет такой улицы, дом Хэнка находится по адресу: 27 Брукс-авеню, Лос-Анджелес, Калифорния, США.
- Через весь эпизод проходит образ жакаранды, которую Хэнк так и не распознаёт — ему рассказывает Карен.
- Сэр Триксилот — явная аллюзия на Сэра Ланселота.
- На стене бара, где сидят Хэнк и Эл, висит большая репродукция картины Жака Луи Давида Смерть Марата, на которой изображён заколотый женщиной Жань Поль Марат.
- Цвета воздушного змея совпадают с флагом ЛГБТ.

## Музыка
- Уоррен Зивон — «Mohammed’s Radio»
- Bonobo featuring Bajka — «Between the Lines»
- Perry Keyes[англ.] — «In Ancient Rome»